# Махмут Мухити
Махмут Мухити (1887-1944; уйг. مەھمۇت مۇھىتى‎) — уйгурский политик из Кумула. Он был командиром повстанцев под предводительством Ходжи Нияза во время Кумульского восстания против властей провинции Синьцзян. После того, как Ходжа-Нияз и Шэн Шицай, недавно назначенный правитель Синьцзяна, заключили мир, Мухити был ненадолго назначен Шэном военным командующим Кашгарского региона в 1934 году, но вскоре был понижен в должности и назначен командиром 6-й дивизии, состоящей из тюркских мусульман. и назначен заместителем военного командующего Кашгарского округа. Мухити выступал против тесных связей Шэна с Советским Союзом, формируя оппозицию его режиму в Кашгаре. Он организовал исламское восстание против Шэна в 1937 году и бежал в Британскую Индию . Впоследствии Мухити действовал в оккупированном японцами Китае, бесплодно сотрудничая с Японией с целью расширения сотрудничества между Японией и мусульманами, умирая в Пекине.

## Биография
Мухити родился в 1887 году в богатой семье. О его личной жизни мало что известно. Он был третьим сыном в семье турфанских купцов. Британский консул К. С. Пакман описал его как "богатого, но интригующего и ненадежного бывшего торговца из Турфана ". Преемник Пакмана Томсон-Гловер сказал, что Мухити «был простым и добрым человеком и ревностным мусульманином». Он вел хлопковый бизнес в Советском Союзе и долгое время был джадидистом . Его брат Махсут (1882—1933) был джадидистским активистом

## Кумульское восстание
В конце 1932 года Мухити был одним из руководителей восстания в Турфане вместе со своим старшим братом Махсутом против властей Синьцзяна. Группой, инициировавшей восстание в Турфане, была секретная организация, возглавляемая братом Мухити Махсутом, погибшим во время мятежа (8 марта 1933 года в бою за Лукчун в Пичанском уезде ему отрубили голову Белой русской гвардией, мобилизованной в 1932 году в армию провинции Синьцзян губернатором Цзинь Шуреном). Повстанцы яростно сражались, и к январю 1933 года большая часть города оказалась в руках повстанцев.
Лидеры местных восстаний номинально были помещены в 36-ю дивизию Национальной революционной армии (регулярной китайской армии) Ма Шимином, заместителем Ма Чжунъина . С 1933 по 1934 год Мухити был главным военным командующим войсками Ходжи Нияза .
Советский Союз решил помочь правительству провинции Синьцзян и отправил около 2000 китайских солдат, вынужденных японцами пересечь советскую границу и интернированных Советским Союзом. Эти китайские солдаты были известны как Северо-восточная армия национального спасения . Их прибытие в марте 1933 года в Синьцзян под командованием Лю Пиня совпало с разрывом отношений между Ма Шимином и уйгурскими повстанцами в Турфане. Вскоре начальник штаба Пограничной армии Синьцзяна Шэн Шицай восстановил в Турфане провинциальную власть.
Группа выживших из Турфана, в том числе Мухити, перегруппировалась с Ходжа-Ниязом в Кумул . Воспользовавшись возможностью во время переворота в столице провинции Урумчи против губернатора Синьцзяна Цзинь Шурена , Ходжа-Нияз в апреле повел свои войска на Турфан. Они провозгласили себя Гражданской революционной армией Синьцзяна и написали письмо центральному правительству в Нанкине, оправдывая свой ответ на тиранию Цзинь. В то же время Ма Чжунъин продвигался с востока в сторону Урумчи. Однако беспокойство Ходжа-Нияза по поводу амбиций Ма Чжунъина усугублялось конфликтами из-за оружия и боеприпасов. Это привело к разногласиям между двумя мусульманскими лидерами.
Недавно назначенная администрация провинции, де-факто возглавляемая Дубаном или военным губернатором Шэн Шицаем, вступила в переговоры с Ходжа-Ниязом. Ранее они пытались вбить клин между двумя лидерами повстанцев, предлагая Ма Чжунъину военное превосходство над Таримским бассейном . Ходже-Ниязу предложили разделить Синьцзян на север и юг, где Кумуль и Турфан будут контролироваться мусульманами.
Тем временем в феврале 1933 года в Хотане вспыхнуло восстание . К ним присоединились националисты, получившие турецкое образование, которые основали Ассоциацию независимости. В ноябре 1933 года Ассоциация независимости провозгласила Восточно-Туркестанскую Республику (ETR или TIRET) с Сабитом Дамуллой в качестве премьер-министра и, что удивительно, назначив Ходжа-Нияза, теоретически связанного с Урумчи, заочным президентом . Ходжа-Нияз принял пост президента. Однако вскоре после вступления в должность он встретился с советскими чиновниками, которые поручили ему доказать свою надежность, пригласив антисоветского премьер-министра ЕТР Дамуллу. Ходжа-Нияз обязался и передал Дамуллу Советам, которые его казнили.
Ма Чжунъин во второй раз осадил Урумчи в январе 1934 года. На этот раз Советы направили Шэну военную помощь. При советской помощи Шэн вновь разгромил войска Ма Чжунъина, отступившие на юг от Тянь-Шаня, в регионе, контролируемом ВТР. В феврале силы Ма Чогняна прибыли в Кашгар, потушив ЕТР. Ходжа-Нияз бежал по прибытии войск Ма Чжунъина и покинул Мухити, своего заместителя, в Старом городе Кашгара. В Иркештаме Ходжа-Нияз подписал соглашение об отмене ЕТР и поддержал режим Шэна. Он был назначен заместителем председателя Синьцзяна. Мухити поддержал соглашение о прекращении огня между Ходжа-Ниязом и Шэном, которое позволило ему занять высший военный пост после восстания.

## Служба в Кашгаре
Через две недели после отъезда Ма Чжунъина на советскую территорию, в начале июля 1934 года, 20 июля Кашгар был оккупирован отрядом из 400 китайских солдат под командованием Кун Чэн-хана Его сопровождали 2000 сильных уйгуров под командованием Мухити. Таким образом, почти через год Кашгар перешел под контроль властей провинции Синьцзян. После ареста или бегства представителей ЕТР многие мусульмане в регионе обратились к Мухити за лидерством.
Чтобы успокоить местное население и дать себе дополнительное время для консолидации своей власти в северной и восточной части провинции, Шэн назначил Мухити главным военным командующим Кашгарского региона. Мухити сформировал новую администрацию в Кашгаре, известную как Национальное собрание. Шэну не нравились мусульманские чиновники в Кашгаре, и поэтому месяц спустя он назначил своего соотечественника- маньчжурца Лю Пиня на должность командующего в Кашгаре. Мухити был понижен в должности и сохранил должность командира дивизии. Он был выдан с войском в 2000 тюркских солдат. Он стал известен как Махмут Шичжан, что на китайском языке означает командира дивизии.
Назначенные Шэном ханьские китайцы взяли на себя эффективный контроль над Кашгарским регионом, и главным среди них был Лю, китайский националист и христианин. Лю мало что понимал в местной мусульманской культуре. Сразу по прибытии он приказал повесить в Кашгарской мечети портрет Сунь Ятсена, основателя Китайской Республики. Местное мусульманское население было встревожено событиями в Кашгаре и считало, что «большевики захватили страну и намереваются уничтожить религию». Кроме того, образовательная реформа Шэна, направленная против некоторых исламских принципов, еще больше оттолкнула мусульманское население.
Главным приоритетом Мухити было образование. Ассоциация Уйгурского Просвещения была создана под эгидой Общества содействия образованию, организации, которая была возрождена во время НТР и продолжила наследие более ранних джадидистских обществ. Абдулкарим Хан Махдум, бывший министр образования НТР, продолжал играть важную роль в просветительской работе администрации Мухити в Кашгаре. Уйгурская ассоциация просвещения начала свою работу в апреле 1935 года и взяла на себя ответственность за издательское дело и школьное образование в Кашгаре, что значительно увеличило доступность начального образования. Чтобы финансировать эту работу, ассоциация взяла под свой контроль закят (исламскую благотворительность) и вакф Кашгара, перенаправив богатство местных святынь на учебники и учителей. Кадир Хаджи, начальник полиции Старого города Кашгара, был среди тех, кто внес свой вклад в образовательную деятельность Мухити. Он собрал средства и основал школу в Казирике, своем родном селе.
Ассоциация Уйгурского Просвещения выпустила издание «Новая жизнь» , в котором опубликовала серию статей, посвященных значению уйгурского этнонима для читателей. Деятельность Уйгурской ассоциации просвещения вызвала подозрения среди советских чиновников, обеспокоенных ростом уйгурского национализма.
Тем временем выжившие представители ETR начали собираться в Кабуле (Афганистан), где они лоббировали поддержку афганского правительства и некоторых посольств, особенно японского . Посол Японии Китада Масамото предоставил аудиенцию этим эмигрантам-антикоммунистам. В середине 1935 года Китаду посетил Мухаммад Амин Бугра, бывший эмир Хотана . Бугра представил послу подробный план создания Восточно-Туркестанской республики под покровительством Японии, который в обмен на независимость предоставил бы Японии особые экономические и политические привилегии. Он предложил Мухити в качестве будущего лидера предполагаемого марионеточного государства.
Мухити стал центром оппозиции правительству Шэна. С середины 1936 года он и его сторонники начали пропагандировать идею создания «независимого уйгурского государства». В этом случае его поддержали мусульманские религиозные лидеры и влиятельные люди из Синьцзяна. Мухити, вступив в контакт с советским консулом в Кашгаре Смирновым, даже пытался получить оружие из Советского Союза, но его обращение было отклонено. Затем, связавшись с бывшими дунганскими противниками, в начале апреля 1937 года Мухити смог поднять восстание против властей Синьцзяна. Однако на его защиту выступили только два полка 6-й уйгурской дивизии, дислоцированной под Кашгаром, а два других полка заявили о своей лояльности правительству Шэна.
В Кашгаре напряженность была высокой. Мухити и его окружение все чаще конфликтовали с просоветскими элементами, в том числе с Кадиром Хаджи. Соратник Ходжа-Нияза Мансур Эффенди прибыл в Кашгар в 1935 году с целью захватить контроль над финансами Уйгурского просветительского объединения. Ему это не удалось, но удалось назначить китайского коммуниста редакцией « Новой жизни» , нейтрализовав тем самым ее как антиправительственный орган. Кашгарский кади Абдулгафур Дамулла, которого считали близким к Кадиру Хаджи, был убит в мае 1936 года. Советский генеральный консул Гарегин Апресов посетил Мухити в Кашгаре и обвинил его в поиске поддержки у Японии.
По настоянию Советов правительство Шэна направило в Кашгар миротворческую миссию для разрешения конфликта. Переговоры, однако, не состоялись. Советы пытались связаться с Ма Хушанем, новым командиром 36-й дунганской дивизии, через Ма Чжунъин, чтобы разоружить повстанцев Мухити. Однако Мухити с 17 своими соратниками бежал в Британскую Индию после того, как Шэн вызвал его на Третий Конгресс народных представителей в 1937 году.

## Жизнь в изгнании
Мухити уехал в Британскую Индию 2 апреля 1937 года, переправившись в Ладакх и минуя перевал Каракорум, поднявшись вверх по реке Каракаш до Аксай-Чин, а затем следуя по дороге через Чанг Ла, прибыл в Лех, где он появился 27 апреля. . Примерно через четыре недели он прибыл в Шринагар . Он отправился в паломничество в Мекку в январе 1938 года.
После бегства Мухити коалиция Ходжа-Нияза и Шэна распалась. В Кашгаре началось новое восстание, возглавляемое двумя офицерами Мухити Кичиком Ахундом и Абд аль-Ниясом и поддержанное дунганами 36-й дивизии, которой теперь командует Ма Хушан .
Абдул Нияз сменил Мухити и был провозглашен генералом. Нияз взял Яркенд и двинулся в сторону Кашгара, в конце концов захватив его. Те, кто придерживался просоветских настроений, были казнены, и таким образом была создана новая мусульманская администрация. Одновременно восстание распространилось среди киргизов в окрестностях Кучи и Хами . После захвата Кашгара силы Нияза начали движение в сторону Карашара, по пути получая помощь от местного населения.
Чтобы совместно бороться против Советов и Китая, Нияз и Ма Хушань подписали 15 мая секретное соглашение. Ма Хушан воспользовался этой возможностью и двинулся из Хотана, чтобы захватить Кашгар у повстанцев в июне, как это было провозглашено соглашением. Однако 5000 советских военнослужащих, включая воздушно-десантные и бронетехнику, двинулись в сторону южного Синьцзяна по приглашению Шэна вместе с силами Шэна и дунганскими войсками.
Тюркские повстанцы были разбиты, и Кашгар снова взят. После поражения тюркских повстанцев Советы также прекратили содержание 36-й дивизии. Администрация Ма Хушаня рухнула. К октябрю 1937 года, вместе с крахом тюркского восстания и тунганской сатрапии, контроль мусульман над южной частью провинции закончился. Вскоре были разгромлены и войска Юлбарс-хана в Хами (после начала восстания 6-й уйгурской дивизии в Кашгаре в апреле 1937 года повстанцы обратились к Юлбарс-хану с просьбой перекрыть сообщение между Синьцзяном и Китаем через Кумул или Хами). Таким образом, Шэн впервые стал правителем всей провинции.
Махмут Мухити выступает в Японии как представитель Восточного Туркестана.
Восстание было подавлено после советской интервенции. Ма Хушань также бежал в Британскую Индию после поражения восстания. Присутствие Мухити и Ма Хушаня в Британской Индии было истолковано как свидетельство британского вмешательства в политику Синьцзяна, что привело к тому, что китайцы закрыли два главных торговых представительства в Индии, в Гилгите и Лехе. Торговое представительство в Лехе, которое с годами утратило свое значение, оставалось закрытым, а в Гилгите вскоре было вновь открыто.
После прибытия в Британскую Индию Мухити уехал в Мекку , Саудовская Аравия, и, как сообщается, в 1940 году находился в Японии, где он основал Общество независимости, целью которого было создание Восточного Туркестана, противостоящего как Советскому Союзу, так и Китаю. . Мухити снова завоевал доверие Японии к сотрудничеству в начале 1939 года. В следующем году он отправился в Китай, завершив там обширное турне в провинции Суйюань (нынешний автономный район Китая Внутренняя Монголия) в октябре 1940 года. Находясь в Китае, Мухити снова завоевал доверие Японии к сотрудничеству в начале 1939 года. продвигал панмусульманское движение под эгидой Японско-исламского общества, ранее созданного в Токио . Целью общества было культурное и экономическое сотрудничество между Японией и мусульманами. Мухити планировал основать Синьцзян-Уйгурское общество со штаб-квартирой в Токио и его филиалами по всей Внутренней Азии. Однако японская поддержка Мухити оказалась бесплодной.
Мухити умер в оккупированном японцами Пекине в 1944 году от кровоизлияния в мозг и похоронен там на мусульманском кладбище.